# Ectropis cornuta
Ectropis cornuta là một loài bướm đêm trong họ Geometridae.